# Prawda w kinie Lenina
Prawda w kinie Lenina (ros. Ленинская Кино-Правда) – radziecki niemy animowany film czarno-biały z 1924 roku. Reżyseria przypisywana jest Dzidze Wiertowowi. 
W tej animacji propagandowej zachęca się do wstępowania do partii komunistycznej.
Film wchodzi w skład serii płyt DVD Animowana propaganda radziecka (cz. 4: Naprzód ku świetlanej przyszłości).